# Sumberkarang
Sumberkarang is een bestuurslaag in het regentschap Mojokerto van de provincie Oost-Java, Indonesië. Sumberkarang telt 2966 inwoners (volkstelling 2010).